# Співдружність (США)
Співдружність — це термін, який використовують чотири з 50 штатів Сполучених Штатів у їхніх повних офіційних назвах. «Співдружність» — це традиційний англійський термін, який використовується для опису політичної спільноти, заснованої для спільного блага. Чотири штати — Кентуккі, Массачусетс, Пенсільванія і Вірджинія — усі знаходяться на сході Сполучених Штатів і до утворення Сполучених Штатів у 1776 році були британськими колоніальними володіннями (хоча Кентуккі не існував як незалежна держава під британським правлінням, натомість був частиною колоніальної Вірджинії). Таким чином, вони поділяють сильний вплив англійського загального права на деякі свої закони та установи. Однак найменування «Співдружність» не має юридичного чи політичного значення, і це не робить штати «Співдружності» чимось відмінними від інших штатів США.

## Визначення
Термін «співдружність» не описує і не передбачає будь-якого конкретного політичного статусу чи правових відносин, коли він використовується державою. Ті, хто ним користується, рівні тим, хто не використовує його. Традиційний англійський термін для політичної спільноти, заснованої для спільного блага, використовується символічно, щоб підкреслити, що ці штати мають «уряд, заснований на спільній згоді народу» на відміну від британської корони. Воно відноситься до загального «багатства», або добробуту, суспільства і походить від вільного перекладу латинського терміна res publica. Рання сучасна англійська мова використовувала альтернативний термін «співдружність» у такому значенні замість загальноприйнятого терміна «республіка».
Кримінальні звинувачення в цих чотирьох штатах висуваються від імені Співдружності.
Крім чотирьох вищезгаданих штатів, інші держави також іноді використовували термін співдружність для позначення себе:
- Термін співдружність використовується як синонім із терміном штат у Конституції Вермонту[12], але акт Конгресу про прийняття цього штату до Союзу називає його «штатом Вермонт».
- У Конституції 1776 року Делавер в основному називався «штатом»; однак в одній із його статей був використаний і термін співдружність[13].

Дві території США також визначені співдружністю: Пуерто-Рико та Північні Маріанські Острови. Коли цей термін використовується у зв'язку з територіями під суверенітетом США, які не є штатами, то зазвичай у загальних рисах описує територію, яка є самоврядною відповідно до прийнятої нею конституції та чиє право на самоврядування не буде в односторонньому порядку відкликано Конгресом Сполучених Штатів.

## Співдружності

### Кентуккі
28 вересня 1786 року жителі округу Кентуккі подали петицію до законодавчих зборів Вірджинії про дозвіл стати «вільним і незалежним штатом, відомим під назвою Співдружність Кентуккі». 1 червня 1792 року округ Кентуккі офіційно став штатом. Як і у Вірджинії, офіційна назва обраного місцевого прокурора в кожному з політичних підрозділів Кентуккі — прокурор Співдружності, на відміну від прокурора штату в інших штатах або більш стандартного окружного прокурора. Кентуккі — єдиний штат за межами оригінальних Тринадцяти колоній, у назві якого використовується співдружність.

### Массачусетс
Відповідно до конституції штат Массачусетс офіційно названий Співдружністю штату Массачусетс. Назва штату Массачусетська затока використовувалася в усіх актах і постановах до 1780 року та в першому проекті конституції. Сучасну назву можна простежити до другого проекту конституції штату, який був написаний Джоном Адамсом і ратифікований у 1780 році.
У штаті Массачусетс термін «штат» іноді вживається в офіційній формі, як правило, у складеній структурі, а не як окремий іменник. Це видно з назв поліції штату Массачусетс і Капітолій штату Массачусетс.

### Пенсільванія
Печатка Пенсільванії не використовує цей термін, але судові процеси відбуваються під назвою Співдружності, і це традиційне офіційне позначення, яке використовується для позначення штату. У 1776 році перша конституція штату Пенсільванія згадувала його як Співдружність, так і як Штат, модель використання, яка була увічнена в конституціях 1790, 1838, 1874 та 1968 років. Один із двох проміжних апеляційних судів штату Пенсильванія називається Судом Співдружності.

### Вірджинія
Назва Співдружності Вірджинії походить від часу її незалежності від Королівства Великої Британії. Перша конституція Вірджинії (прийнята 29 червня 1776 року) вказувала, що «Комісії та гранти діють від імені Співдружності Вірджинії та перевіряються губернатором з прикріпленою Печаткою Співдружності». Секретар Співдружності досі видає доручення таким чином.
Серед інших посилань, конституція також диктувала, що кримінальні обвинувачення повинні були укладатися «проти миру та гідності Співдружності». Крім того, офіційна назва обраного місцевого прокурора в кожному з політичних підрозділів Вірджинії — прокурор Співдружності, на відміну від прокурора штату в інших штатах або більш стандартного окружного прокурора.
У Вірджинії термін «штат» іноді використовується в офіційній формі, як правило, у складеній структурі, а не як окремий іменник. Це видно з назв Комісії державної корпорації штату Вірджинія, поліції штату Вірджинія та Політехнічного інституту та університету штату Вірджинія. Державний університет у Ричмонді відомий як Університет Співдружності Вірджинії; є також Університет штату Вірджинія, розташований в Еттріку.